# Унгурян, Пётр Николаевич
Пётр Николаевич Унгурян (1894—1975) — молдавский советский специалист в области виноделия.

## Биография
Родился в 1894 году.
Основатель Криковского винодельческого комбината (1952 год). В 1952 году совместно с ученым-виноделом Николаем Соболевым решили использовать под винохранилища штольни, в которых добывали камень-известняк для строительства Кишинёва. Осмотрев многие выработки, они остановили свой выбор на криковских разработках, наиболее подходящих для хранения и выдержки вин и коньячных спиртов.

Будучи сильной и неординарной личностью Петр Николаевич пользовался достойным уважением у крупных руководителей Советского Союза, таких как Анастас Иванович Микоян и Алексей Николаевич Косыгин, и даже сам Иван Иванович Бодюл никогда не решался возразить ему.— Б. Гаина Основатель научной школы виноделия Молдовы // «Экономическое обозрение», № 35 (675), 29 сентября 2006
Депутат Верховного Совета СССР 2 и 3 созывов.
Умер в 1975 году.

## Труды
- Как приготовить хорошее вино в условиях Молдавии / П. Н. Унгурян, канд. техн. наук. — Кишинев : Гос. изд-во Молдавии, 1947 (Полиграфкомбинат). — 58 с. : ил.; 20 см.
- Выбор места под виноградные насаждения шампанского направления / П. Н. Унгурян, канд. техн. наук ; Под ред. В. И. Мотинова. — Кишинев : Госиздат Молдавии, 1950 (Полиграфкомбинат). — 48 с. : диагр.; 20 см.
- Научные основы производства Советского шампанского / Канд. техн. наук П. Н. Унгурян. — Кишинев : [б. и.], 1954. — 32 с.; 20 см. — (Цикл «Технология виноделия»/ Совет науч. инж.-техн. обществ Молдав. ССР. Ин-т усовершенствования знаний специалистов нар. хозяйства; Лекция № 10).
- Вино и факторы, влияющие на его качество / П. Н. Унгурян, канд. техн. наук. — Кишинев : [б. и.], 1958. — 18 с.; 17 см. — (Б-чка молдавского винодела/ М-во сельского хозяйства МССР. Молдав. науч.-исслед. ин-т садоводства, виноградарства и виноделия).
- Подготовка к виноделию / П. Н. Унгурян, канд. техн. наук. — Кишинев : [б. и.], 1959. — 36 с., 4 л. ил. : ил.; 17 см. — (Б-чка молдавского винодела/ М-во сел. хозяйства МССР. Молдав. науч.-исслед. ин-т садоводства, виноградарства и виноделия).
- Основы виноделия Молдавии. — Кишинев : Картя молдовеняскэ, 1960. — 295 с. : ил.; 27 см. — (Труды/ М-во сел. хозяйства Молдав. ССР. Молдав. науч.-исслед. ин-т садоводства, виноградарства и виноделия; Т. 5).
- Технология производства столовых белых вин типа малоокисленных / П. Н. Унгурян, А. Е. Орешкина. — Кишинев : Партиздат, 1961. — 18 с. : схем.; 20 см. — (В помощь производству/ Молдав. науч.-исслед. ин-т садоводства, виноградарства и виноделия).
- Особенности технологии малоокисленных столовых белых вин / П. Н. Унгурян, А. Е. Орешкина ; Центр. ин-т науч.-техн. информации пищевой пром-сти Гос. ком. по пищевой пром-сти при Госплане СССР. — Москва : [б. и.], 1965. — 32 с. : черт.; 21 см.
- Экология красных вин Молдавии / П. Н. Унгурян, А. В. Коновалова. — Кишинев : Молдреклама, 1968. — 18 с.; 20 см.

## Звания и награды
- Заслуженный деятель науки и техники Молдавской ССР (1957)[4]
- Заслуженный винодел Молдавской ССР (1965)[4]
- Член-корреспондент АН Молдавской ССР (с 1961).
- Герой Социалистического Труда (1969).[5]
- Награждён двумя орденами Ленина и орденом «Знак Почёта»[6]

## Память
- Один из участников документального фильма «Это Молдавия» (1971).[7]